# L'Assiette anglaise
Pour l’article homonyme, voir Assiette anglaise pour le plat de charcuterie.
L’Assiette anglaise est une émission de télévision culturelle française présentée par Bernard Rapp et diffusée chaque samedi à 13 h 20 du 12 septembre 1987 au 24 juin 1989 sur Antenne 2.

## Historique

### Principe et réalisation
L’Assiette anglaise marquait le grand retour de Bernard Rapp à la télévision après qu'il eut arrêté la présentation du 20 heures sur Antenne 2. Le principe de l'émission était de traiter l'actualité « de façon décalée ».
Michel Strulovici a participé à l'élaboration du projet aux côtés de Bernard Rapp et, après avoir lancé l'émission, il en a été rédacteur en chef pendant dix-huit semaines.
L'émission était tournée dans le bar-bibliothèque du Saint James Paris (16e arrondissement de Paris), en dépit de son exiguïté.
En 1989, Bernard Rapp a obtenu un 7 d'or du meilleur magazine artistique ou culturel d'actualité pour L'Assiette anglaise.

### Principaux collaborateurs et thèmes abordés
Ont participé à L’Assiette anglaise en tant que collaborateurs ponctuels ou réguliers : Jean Teulé (histoires de gens insolites), Bertrand Renard (culture), Christine Bravo (« vie sexuelle des petites bêtes »), Stéphane de Rosnay, Philippe Aubert (revue de presse), Vincent Gerhards (politique et sport), Brigitte Simonetta (environnement), Thierry Hay, Leslie Bedos, Rahmatou Keïta, François Bernheim, Jean-Daniel Flaysakier (santé) et Pierre Carles.